# Myrmarachne leptognatha
Myrmarachne leptognatha là một loài nhện trong họ Salticidae.
Loài này thuộc chi Myrmarachne. Myrmarachne leptognatha được Tord Tamerlan Teodor Thorell miêu tả năm 1890.